# Décalage de Bernoulli (langage formel)
Pour les articles homonymes, voir Décalage de Bernoulli.
Un décalage de Bernoulli (en anglais Bernoulli shift) est une transformation opérant sur des mots de longueur infinie, étudiée en dynamique symbolique. Étant donné un alphabet Λ, c'est-à-dire un ensemble fini. Un mot infini est une suite {\displaystyle (x_{n})_{n\in \mathbb {N} }} à valeurs dans l'alphabet Λ. Le décalage de Bernoulli est l'application {\displaystyle \sigma :\Lambda ^{\mathbb {N} }\to \Lambda ^{\mathbb {N} }} qui décale un mot d'un cran vers la gauche :
{\displaystyle \forall x\in \Lambda ^{\mathbb {N} },\sigma (x)_{n}=x_{n+1}}
On peut définir de même les décalages de Bernoulli pour des mots infinis indexés sur {\displaystyle \mathbb {Z} } et les résultats et propriétés énoncés sont similaires.

## Le décalage de Bernoulli vu comme système dynamique topologique
Il faut munir l'ensemble {\displaystyle \Lambda ^{\mathbb {N} }} des mots infinis d'une structure topologique pour laquelle σ soit continue. Pour cela, on définit la distance d par :
{\displaystyle d(x,x)=0} et {\displaystyle d(x,y)=2^{-\min\{n/x_{n}\neq y_{n}\}}} si {\displaystyle x\neq y}
Cette structure rend {\displaystyle \Lambda ^{\mathbb {N} }} compact et σ est alors 2-lipschitzienne donc continue.

## Le décalage de Bernoulli vu comme système dynamique mesuré
Munissons {\displaystyle \Lambda } d'une structure d'espace de probabilité {\displaystyle (\Lambda ,{\mathcal {P}}(\Lambda ),\mu )}, ce qui revient à assigner à chaque lettre {\displaystyle i\in \Lambda } une fréquence d'apparition {\displaystyle \mu (\{i\})=p_{i}}. On introduit ensuite le produit d'espaces de probabilité :
{\displaystyle (\Lambda ^{\mathbb {N} },{\mathfrak {B}},m)=\prod _{n=0}^{+\infty }(\Lambda ,{\mathcal {P}}(\Lambda ),\mu )}
σ est alors une application mesurable et on peut même montrer que l'entropie métrique d'un décalage de Bernoulli vaut :
{\displaystyle h(\sigma )=-\sum _{i\in \Lambda }p_{i}\log p_{i}}